# جيمس ديسماريه
جيمس ديسماريه هو لاعب هوكي جليد كندي، ولد في 4 مايو 1979 في مونتريال في كندا.

## وصلات خارجية
- جيمس ديسماريه على موقع دوري الهوكي الوطني (الإنجليزية)
- جيمس ديسماريه على موقع EliteProspects.com (الإنجليزية)
- جيمس ديسماريه على موقع HockeyDB.com (الإنجليزية)